# Moissac de Valfrancesca
Moissac de Valfrancesca (en francès Moissac-Vallée-Française) és un municipi del departament francès del Losera, a la regió d'Occitània.